# Louisa Siefert

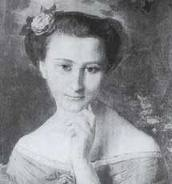
Louisa Siefert

Louisa Siefert (* 1. April 1845 in Lyon; † 21. Oktober 1877 in Pau, Département Pyrénées-Atlantiques) war eine französische Lyrikerin.
Sie stammte aus einer alten protestantischen Familie, ihr Vater war Deutscher (Preuße) und ihre Mutter Schweizerin (Kanton Thurgau). Der Sänger und Komponist Renaud ist ein Verwandter.
Mit 1863 Jahren lernte Siefert den Schriftsteller Charles Asselineau kennen; einem Freund von Charles Baudelaire. Asselineau brachte Siefert die moderne Literatur näher und unterstützte sie auch bei ihren ersten literarischen Versuchen. Durch seine Hilfe konnte sie 1868 mit ihrer Anthologie Rayons perdus sehr erfolgreich debütieren.
Mit der Zeit machte Siefert auch Bekanntschaft mit Schriftstellern wie Victor Hugo, Jules Michelet und Edgar Quinet. Théodore de Banville holte sie in den Kreis der Parnassiens und Kritiker wie zum Beispiel Charles-Augustin Sainte-Beuve bemühten sich ebenfalls sehr um das literarische Werk Sieferts. Adolphe Lemerre lud sie dann auch ein, an der später berühmt gewordenen Anthologie Le Parnasse contemporain mitzuwirken.
Als Asselineau 1874 starb, bestimmte er Siefert zu seiner literarischen Nachlassverwalterin. Dieser Aufgabe konnte sie nachkommen, bis sie am 21. Oktober 1877 in Pau an der Schwindsucht starb.

## Bildliche Darstellungen
- Joseph Guichard: Louisa Siefert aux ormes. 1868 (Musée des Beaux-Arts, Lyon)
- Étiènne Pagny: Louisa Siefert (Büste aus Ton)

## Werke (Auswahl)
- Comédies romanesques. Lemerre, Paris 1872.
- Souvenirs rassembles. Fischbacher, Paris 1881 (posthum von ihrer Mutter veröffentlicht)
- Méline. Lemerre, Paris 1876
- Rayons perdus. 2. Aufl. Lemerre, Paris 1869 (Vorwort von Charles Asselineau)
- Les saintes colères. Lemerre, Paris 1871
- Les stoïques. Lemerre, Paris 1870.